# جونگنو-دونگ
جونگنو-دونگ (به لاتین: Jongno-dong) یک منطقهٔ مسکونی در کره جنوبی است که در منطقه جونگنو واقع شده‌است.